# Membrolles
Membrolles är en kommun i departementet Loir-et-Cher i regionen Centre-Val de Loire i de centrala delarna av Frankrike. Kommunen ligger i kantonen Ouzouer-le-Marché som tillhör arrondissementet Blois. År 2018 hade Membrolles 269 invånare.

## Befolkningsutveckling
Antalet invånare i kommunen Membrolles
| Referens: INSEE |